# 伊克河
伊克河（羅馬化：Ik，羅馬化：Iq，羅馬化：Iq）是俄羅斯的河流，向北流經巴什科爾托斯坦共和國、韃靼斯坦共和國和奧倫堡州，最終流入卡馬河的下卡姆斯克水庫，河道全長571公里，面積18,000平方公里。